# SLUSH-PILE.
株式会社SLUSH-PILE.（スラッシュ パイル）は、日本の興行企画制作会社、文化人マネジメント会社。

## 概要
1997年に吉本興業に入社し、東京で今田耕司、極楽とんぼら、大阪でキングコング、南海キャンディーズなど、数々のお笑い芸人のマネージャーを務めた片山勝三が吉本興業を退社後、2009年6月11日に設立。
吉本興業社員時代に培った人脈を生かし、お笑いライブを中心に様々なイベントの企画・制作を行うほか、文化人のマネジメントも手掛ける。
片山は、制作会社・株式会社タイズブリック（古舘プロジェクトのグループ会社）にも、取締役、イベントプロデューサーとして名を連ねていた。
2015年4月18日・19日には、“芸能事務所の垣根を越えた日本初のお笑い大興行”として、主催：SLUSH-PILE.PLUS、制作協力：K-PROにより、下北沢の5会場（北沢タウンホール、小劇場B1、しもきた空間リバティ、B&B、下北沢GALLERY HIBOUHIBOU）にて2日間で総勢約120組のお笑い芸人が出演する「下北沢大興行」を開催した。
2016年10月12日、関連会社の株式会社SLUSH-PILE.PLUSが解散。
2019年4月、登記上本店を東京都世田谷区三軒茶屋2-20-17 三軒茶屋シティハウス 509から東京都目黒区東山1-15-3 静宏荘3号館25号室へ移転。

## 所属人物
- 犬山紙子（エッセイスト）
- 新子景視（マジシャン）
- 佐藤紳哉（将棋棋士）
- スーパー・ササダンゴ・マシン（プロレスラー・タレント、業務提携）